# Pedro Roldán
Pedro Roldán (ur. 1624 w Sewilli lub Antequerze, zm. 1699 w Sewilli) – hiszpański rzeźbiarz barokowy.
Swoje polichromowane figury wykonywał głównie w drewnie, ale rzeźbił także w gipsie i kamieniu. Większość prac z dorobku Roldána to rzeźby sakralne.

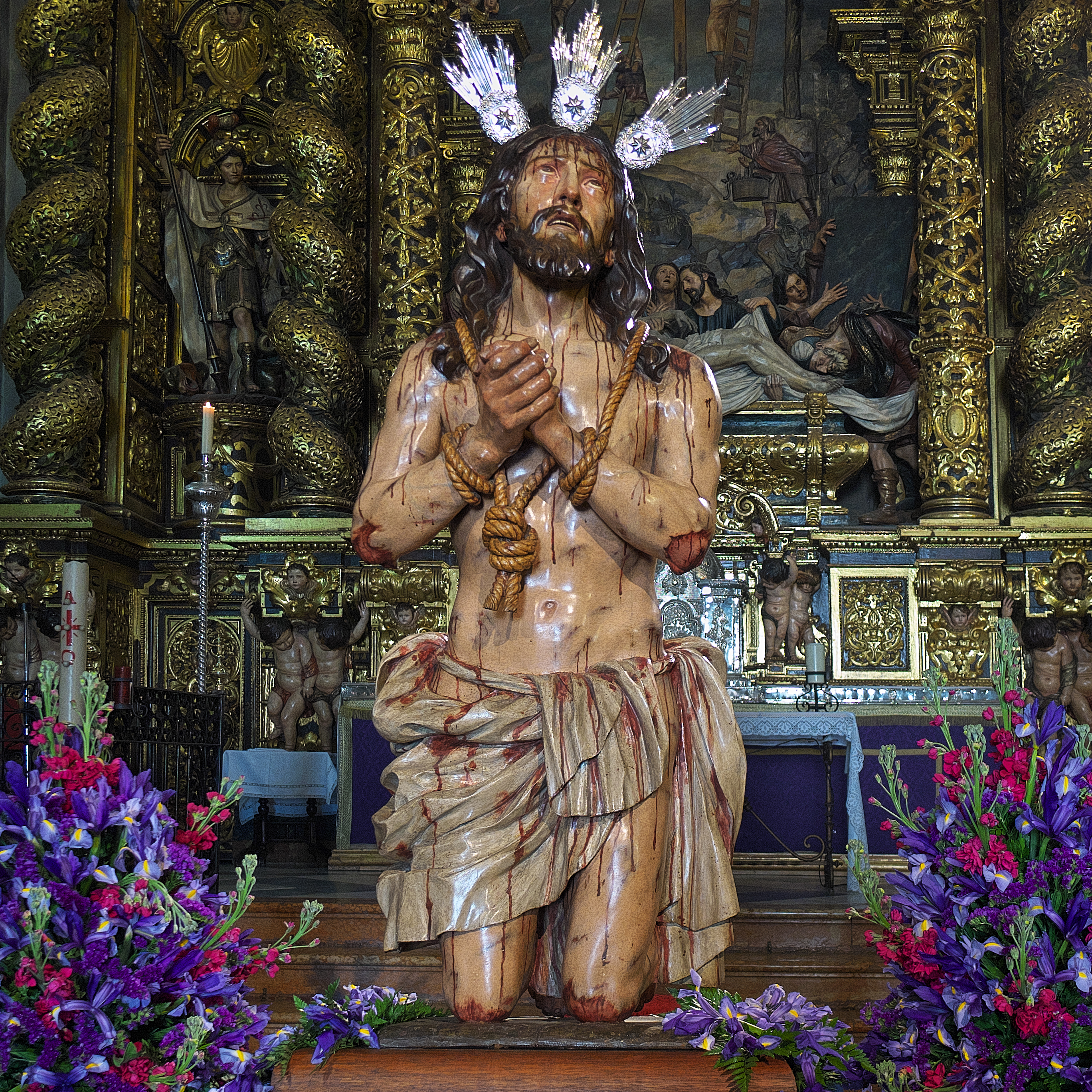
Rzeźba, polichromowane drewno, autorstwa Pedro Roldána (1673-1674). Zakrwawiony Chrystus modlący się do Ojca.

## Życiorys
Roldán urodził się w Sewilli w 1624 roku, a ponieważ Sewilla w tamtym czasie była potęgą gospodarczą i dawała artystom ogromne możliwości, artystycznie był z nią związany przez całe życie. Jako syn stolarza, bardzo wcześnie zajął się obróbką drewna. Szybko jednak zrozumiał, że chce to robić, w nieco innej formie niż jego ojciec. Zaczął wykonywać drewniane polichromowane figury, głównie dla kościoła katolickiego, który był w tym okresie najlepszym pracodawcą dla artystów.
Studiował w Granadzie w pracowni Alonso de Mena (1638-46). W 1646 roku powrócił do Sewilli, gdzie otworzył własny warsztat. Jego pracownia przyjęła formę rodzinnego przedsiębiorstwa, w którym każdy członek miał ściśle przypisane role. Zatrudnienie znalazły dzieci rzeźbiarza, zięciowie, wnuk i dalsi krewni. Dzięki dobrej organizacji pracy w warsztacie był w stanie wykonywać coraz więcej prac, dlatego zlecenia otrzymywał spoza Sewilli, a nawet spoza Andaluzji.
Zmarł w Sewilli i został pochowany w kościele San Marcos w tym mieście.